# Vespa velutina

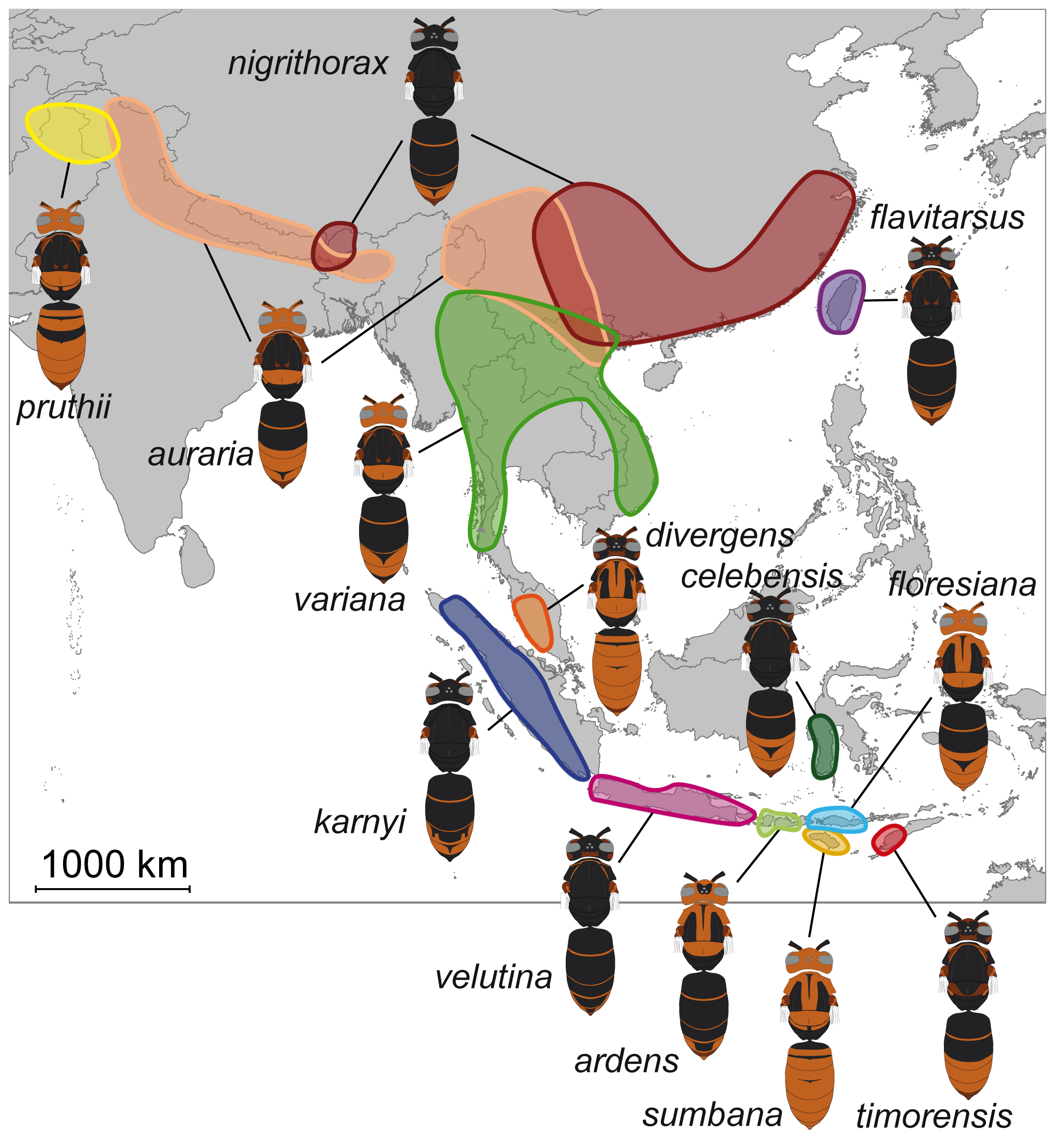
Известное распространение различных цветовых форм Vespa velutina в Юго-Восточной Азии.

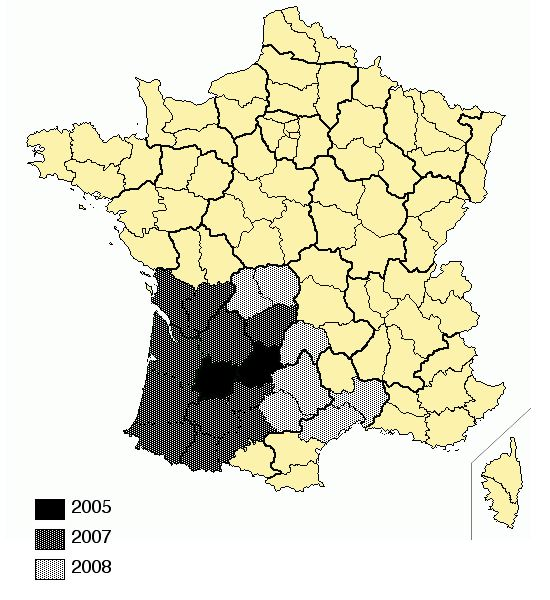
Расселение Vespa velutina во Франции

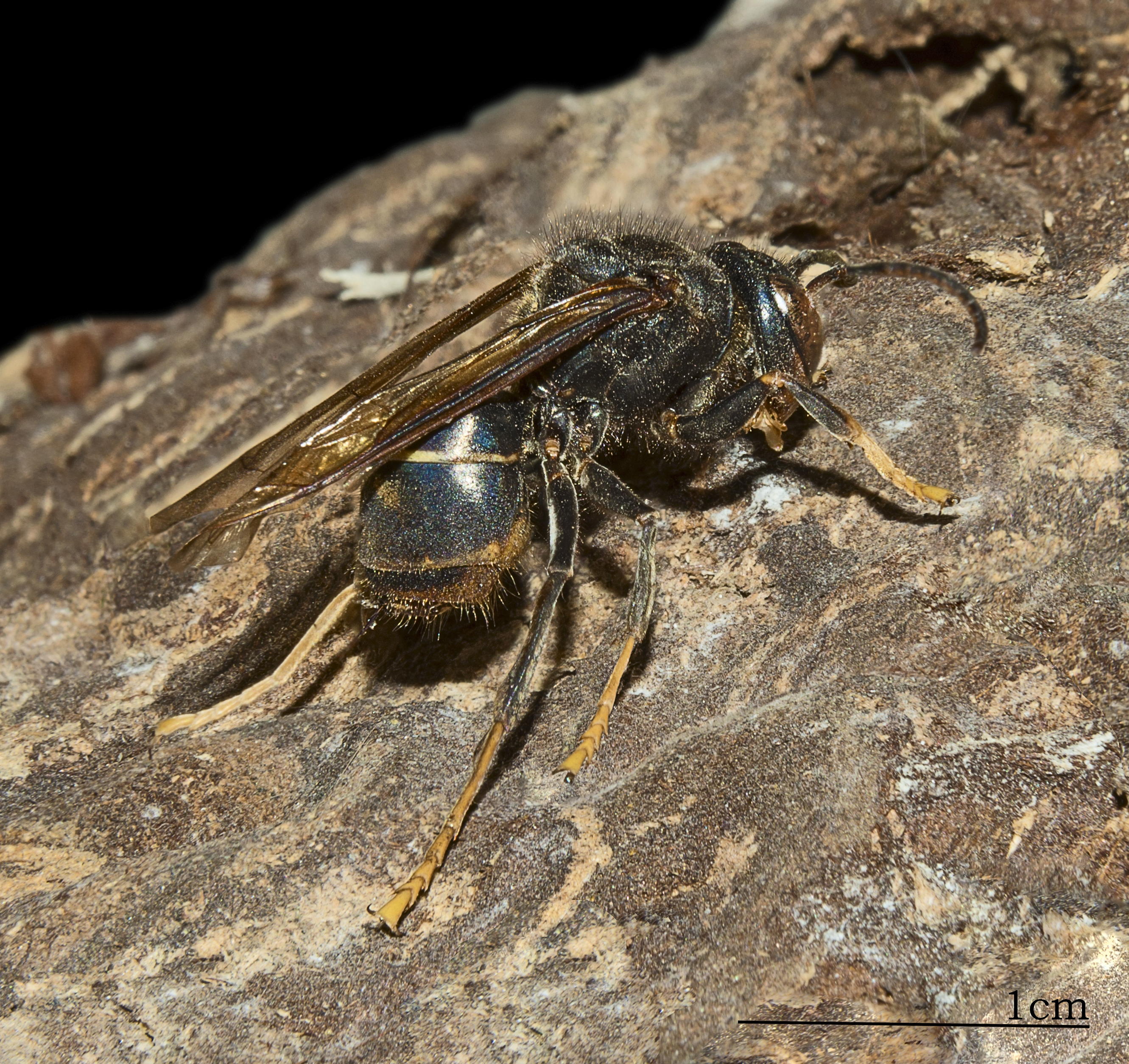
Vespa velutina nigrithorax

Vespa velutina (лат.) — вид тропических шершней, ставший инвазивным в Европе.

## Распространение
Китай (юг), Таиланд, Малайзия, Вьетнам и Индонезия.
V. velutina происходит из Юго-Восточной Азии, особенно из тропических регионов, из северной Индии, Пакистана, Афганистана, Бутана, Китая, Тайваня, Бирмы, Таиланда, Лаоса, Вьетнама, Малайзии, Индокитайского полуострова и окружающих архипелагов.
Шершень V. velutina стал инвазивным видом во Франции, куда, как считается, он попал в ящиках с глиняной посудой из Китая в 2004 году. К 2009 году несколько тысяч гнезд находились в районе Бордо и прилегающих департаментов, а к концу 2015 года о них сообщалось на большей части территории Франции.
Сообщается, что азиатский шершень натурализовался на японском острове Цусима примерно с 2010 года.
Азиатский шершень распространился на север Испании, что было подтверждено в 2010 году Ассоциацией пчеловодов Страны Басков (Gipuzkoako Erlezainen Elkartea) и Институтом энтомологии Нейкера в Ируне после того, как были обнаружены гнездовые колонии. В сентябре 2013 года пчеловод из Расинеса, Кантабрия, зафиксировал присутствие шершней у двух особей. В июне 2015 года пожарные уничтожили гнездо в Сантандере.
Впервые о нем сообщили в Португалии в 2011 году.
Об этом сообщили в Лигурии, Италия, в 2012 году. По данным Итальянской ассоциации пчеловодов в 2017 году, азиатский шершень прочно обосновался в северо-западных регионах Италии, и колонизация неуклонно продвигается.
О первом наблюдении в Великобритании было объявлено 20 сентября 2016 года, оно произошло недалеко от Тетбери в Глостершире; гнездо было найдено и разрушено, и внутри не было обнаружено размножающихся взрослых особей. В 2016 году сообщалось о гнезде на Нормандском острове Олдерни.
По состоянию на октябрь 2017 года этот вид был зарегистрирован в Бельгии.
Впервые о V. velutina в Люксембурге сообщили в 2020 года и в Ирландии в 2021 года.

## Описание
Vespa velutina немного меньше европейского шершня (Vespa crabro). Обычно самки имеют длину 30 мм, а самцы около 24 мм. Рабочие имеют длину около 20 мм. У этого вида характерные жёлтые лапки ног. Грудь бархатисто-коричневого или чёрного цвета с коричневым брюшком. Каждый сегмент брюшка имеет узкую заднюю жёлтую кайму, за исключением четвёртого сегмента, который имеет оранжевый цвет. Голова чёрная, а лицо жёлтое. Региональные формы достаточно сильно различаются по цвету, чтобы вызвать трудности в классификации, и несколько подвидов были идентифицированы по-разному и в конечном итоге отвергнуты; в то время как история распознавания подвидов во многих видах Vespa существует, включая V. velutina, самая последняя таксономическая ревизия рода рассматривает все названия подвидов в роде Vespa как синонимы, фактически сводя их к не более чем неофициальным названиям региональных цветных форм. Цветовая форма, вызывающая опасения по поводу её инвазивности в Европе, получила название Vespa velutina nigrithorax (имеет чёрную основную окраску), хотя это имя больше не имеет таксономического значения.
Строят крупные гнезда (до 60 см) на высоких деревьях. Колонии исчисляются тысячами особей. Хищники, охотятся на насекомых, в том числе на пчёл. Первоначально считалось, что они не представляют опасности для пчеловодства, в отличие от близкого вида шершней Vespa mandarinia.

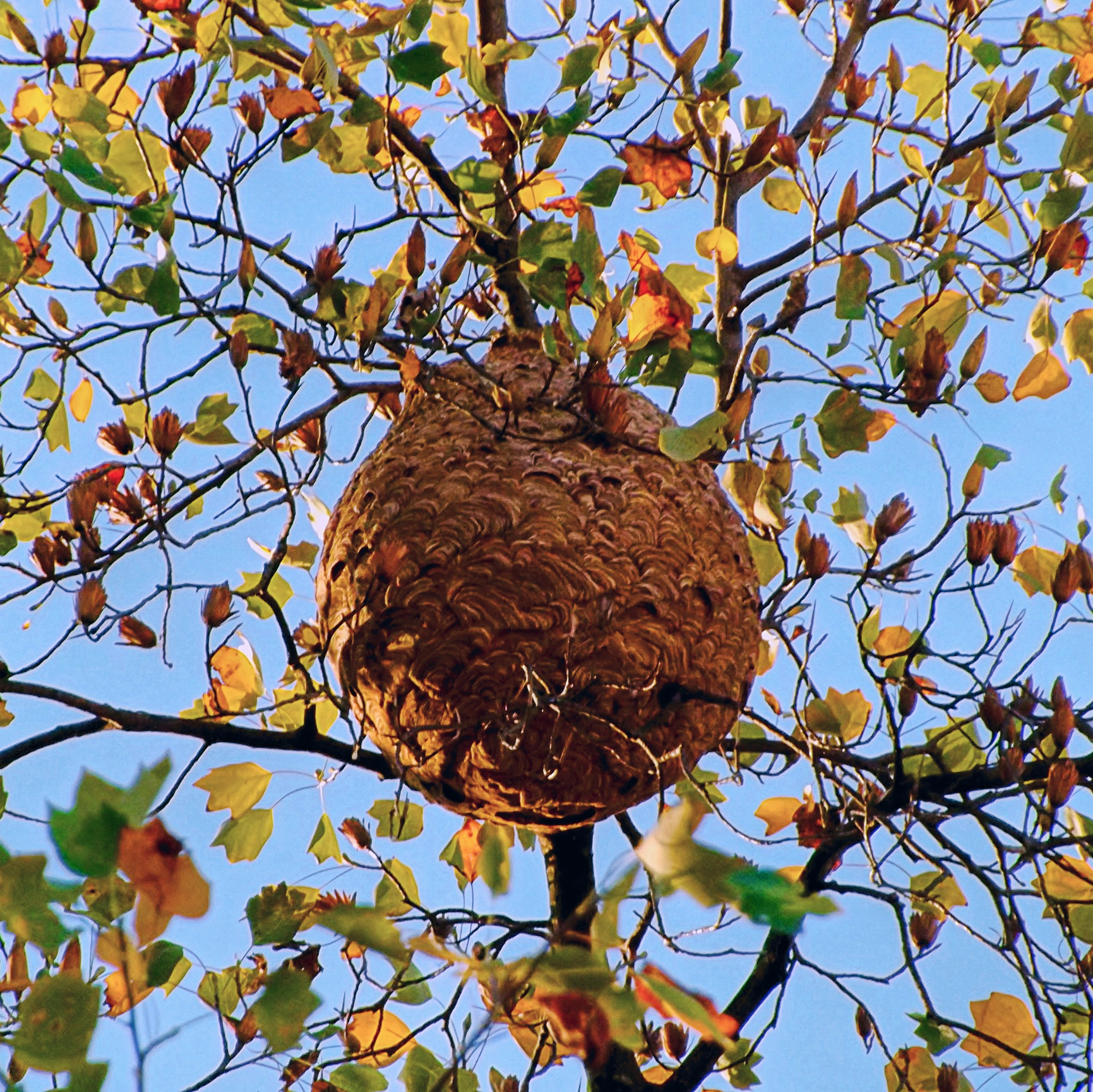
Гнездо V. velutina на дереве
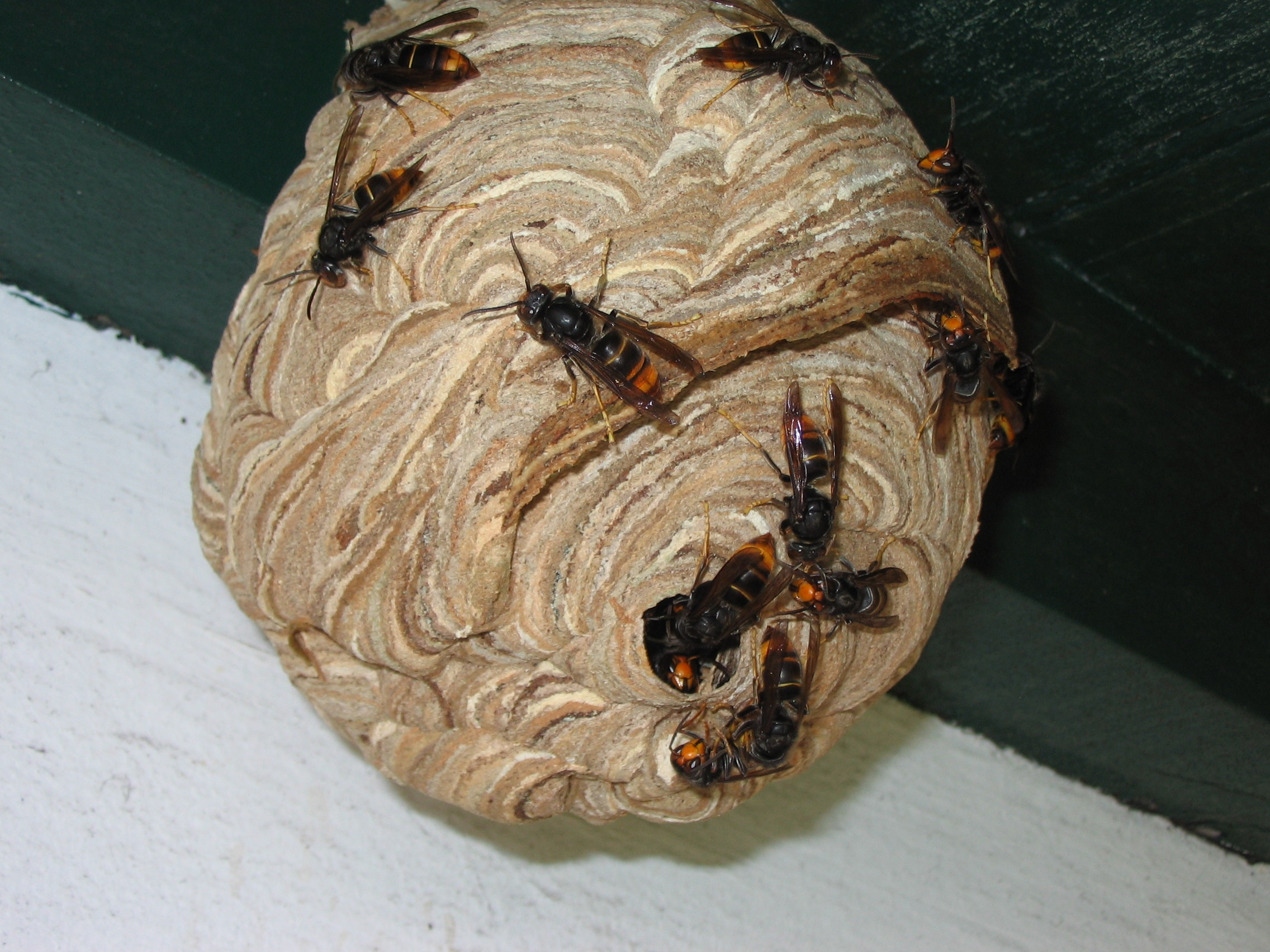
Гнездо V. velutina nest
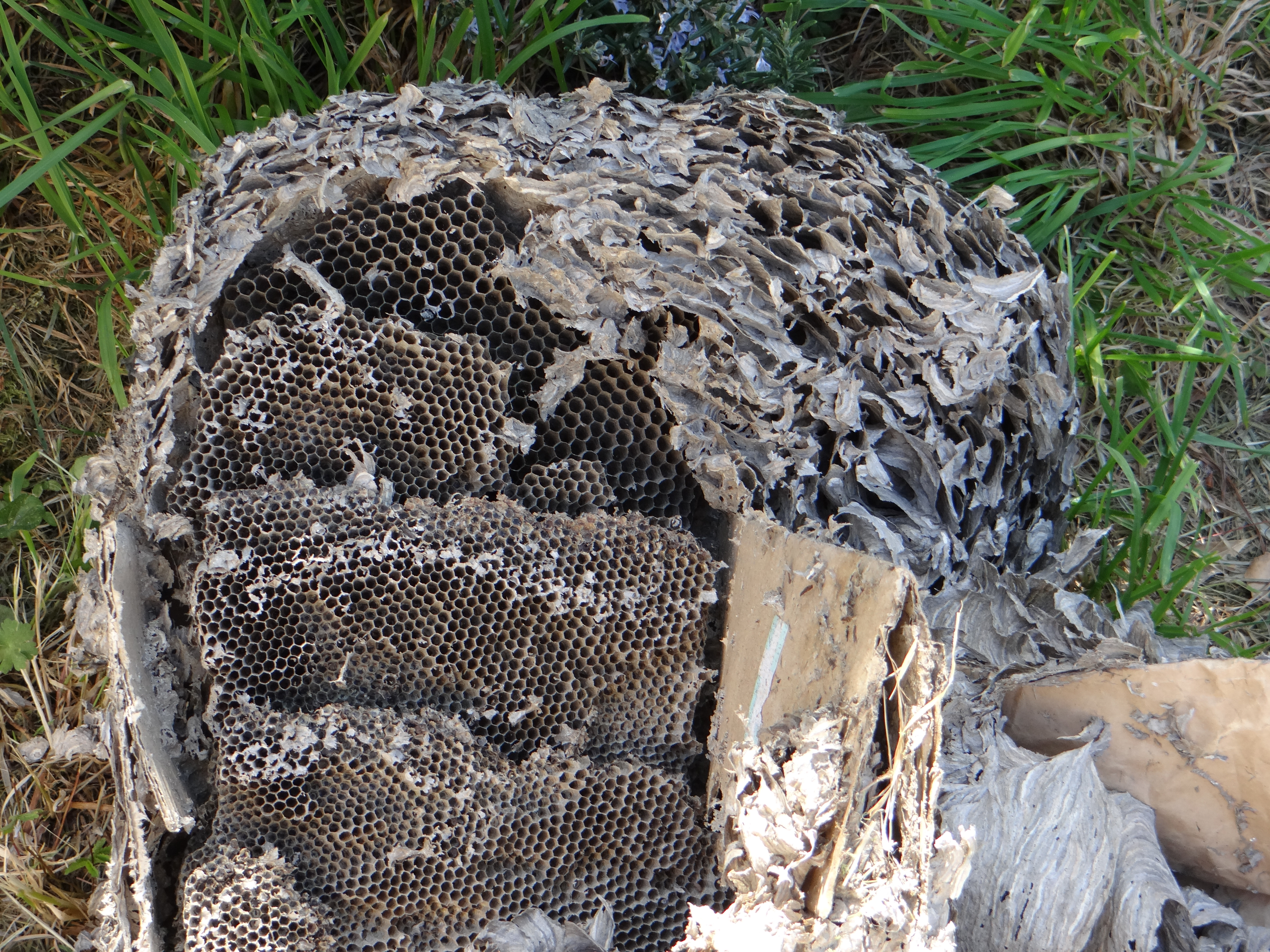
Структура гнезда
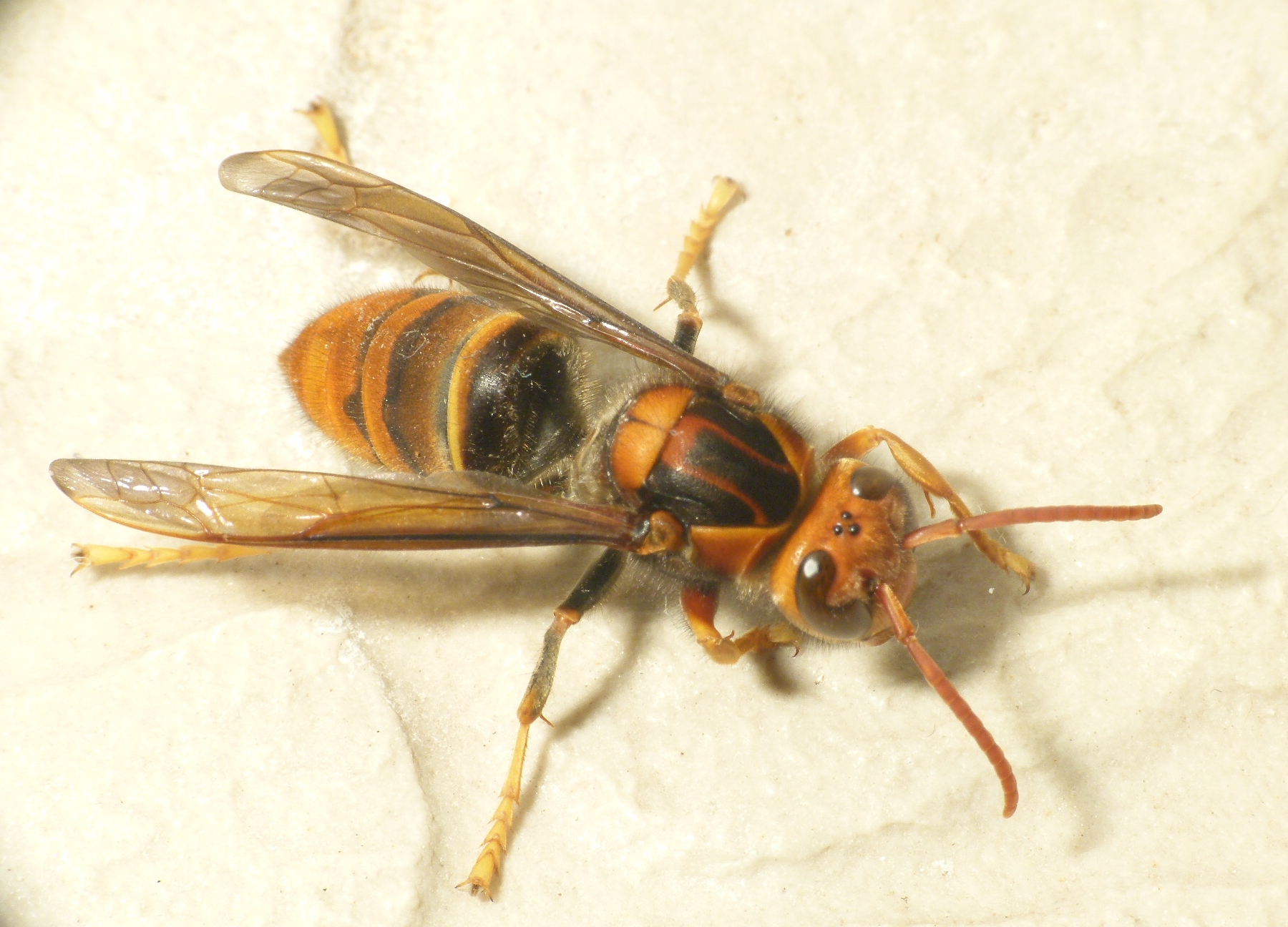

## Охота на медоносных пчёл
Однако основное беспокойство по поводу их инвазивности заключается в том, что, когда они находят колонию медоносных пчел или пасеку, они, как правило, оседают и специализируются на медоносных пчёлах в качестве своей добычи, как и более крупные гигантские шершни Vespa mandarinia и Vespa mandarinia japonica. Шершень занимает положение над ульем как над своей охотничьей территорией. Он летает на площади около половины квадратного метра, сканируя направление, откуда пчёлы, собирающие корм, возвращаются в улей. Каждый шершень энергично защищает свою охотничью территорию, отгоняя любых соперников. Однако, как только он ловит пчелу, он улетает, а другой шершень сразу заменяет его, обычно в течение нескольких секунд. Циркадные активности двух видов медоносных пчёл схожи, и время охоты шершней совпадают с ними; их наиболее интенсивная активность приходится на утро и день, а не в сумерках или в полдень.
В своем естественном ареале V. velutina в основном охотится на китайскую восковую пчелу (восточная медоносная пчела Apis cerana), которая выработала стратегию избегания парящих шершней за счёт быстрого входа и выхода из улья, когда шершни поблизости. Сторожевые пчелы также забивают шершней до смерти, набрасываясь на них большой группой и воздействуя «температурным ударом». Однако там, куда западная медоносная пчела A. mellifera была завезена, V. velutina находит их более легкой добычей, чем A. cerana, потому что A. mellifera не подвергалась селекции для противодействия концентрированному нападению шершней. Например, A. mellifera приближается к своим ульям более косвенно и медленно, когда обнаруживает охотящихся шершней, вместо того, чтобы бросаться туда как можно быстрее, как это делает A. cerana. Они также окутывают шершней «живым шаром» сторожей, но менее эффективно и не достигают такой высокой температуры в этом шаре. Кроме того, когда они обнаруживают, что шершни охотятся, A. cerana, как правило, уходит в гнездо, а A. mellifera — нет.
Пчелы-сторожа A. cerana также используют мерцание крыльев в ответ на присутствие V. velutina. По-разному предполагалось, что это апосематический сигнал или стратегия нарушения зрительных паттернов, аналогичная поведению Apis cerana nuluensis и Apis dorsata. Но было показано, что в сочетании с раскачиванием происходит эндотермическое выделение тепла при подготовке к атаке шершня «тепловым шаром». В то время как A. mellifera, также атакующие шершней, не проявляют такого эндотермического поведения при производстве тепла, а когда A. mellifera встречается вместе с A. cerana, шершень V. velutina предпочтительно охотится на фуражиров обычных медоносных пчёл A. mellifera.

## Синонимы
- Vespa auraria Smith, 1852
- Vespa fruhstorferi Stadelmann, 1894
- Vespa immaculata Morawitz, 1889

## Список подвидов
- Vespa velutina ardens Buysson, 1905
- Vespa velutina auraria Smith, 1852
- Vespa velutina celebensis Pérez, 1910
- Vespa velutina divergens Pérez, 1910
- Vespa velutina flavitarsus Sonan, 1939
- Vespa velutina floresiana van der Vecht, 1957
- Vespa velutina karnyi van der Vecht, 1957
- Vespa velutina mediozonalis Pérez, 1910
- Vespa velutina nigrithorax Buysson, 1905
- Vespa velutina sumbana van der Vecht, 1957
- Vespa velutina timorensis van der Vecht, 1957
- Vespa velutina variana van der Vecht, 1957